# Андерсон Консейсан
Андерсон Консейсан (порт. Anderson Conceição, нар. 24 жовтня 1989, Каравелас) — бразильський футболіст, захисник клубу «Васко да Гама».
Виступав, зокрема, за клуб «Мальорка».
Переможець Ліги Баїяно.

## Ігрова кар'єра
Народився 24 жовтня 1989 року в місті Каравелас. Вихованець юнацьких команд футбольних клубів «Баїя», «Васко да Гама», «Сантус» та «Можі-Мірім».
У дорослому футболі дебютував 2008 року виступами за команду «Сантус». 
Згодом з 2009 по 2012 рік грав у складі команд «Можі-Мірім», «Резенде», «Томбенсе», «Крісіума» та «Фігейренсе».
Своєю грою за останню команду привернув увагу представників тренерського штабу клубу «Мальорка», до складу якого приєднався 2012 року. Відіграв за клуб з Балеарських островів наступний сезон своєї ігрової кар'єри.
Протягом 2013—2021 років захищав кольори клубів «Атлетіко Гояніенсе», «Баїя», «Жоїнвіль», «Америка Мінейру», «Філадельфія Юніон», «Сан-Бернарду», «Шавіш», КРБ, «Умм-Салаль» та «Куяба».
До складу клубу «Васко да Гама» приєднався 2022 року. Станом на 14 березня 2016 року відіграв за команду з Ріо-де-Жанейро 24 матчі в національному чемпіонаті.

## Титули і досягнення
- Переможець Ліги Баїяно (1):

«Баїя»: 2014